# Тревога
Трево́га, беспоко́йство — отрицательно окрашенная эмоция, выражающая ощущение неопределённости, ожидание отрицательных событий, трудноопределимые предчувствия. 
В отличие от причин страха, причины тревоги обычно не осознаются, но она предотвращает участие человека в потенциально вредном поведении или побуждает его к действиям по повышению вероятности благополучного исхода событий. Тревога связана с бессознательной мобилизацией психических сил организма для преодоления потенциально опасной ситуации.

## Описание
Тревога представляет собой расплывчатый, длительный и смутный страх по поводу будущих событий. Она возникает в ситуациях, когда ещё нет (и может не быть) реальной опасности для человека, но он ждёт её, причём пока неясно представляет, как с ней справиться. По мнению некоторых исследователей, тревога представляет собой комбинацию из нескольких эмоций — страха, печали, стыда и чувства вины.
Для тревоги (и для многих форм страха) в большинстве случаев характерен следующий ход мысли: человек находит в своём прошлом или из окружающей жизни примеры неблагоприятных или опасных событий, а затем переносит этот опыт в своё будущее.
Например, человек, завидев вдалеке собаку, вспоминает, что когда-то его уже кусала собака, и у него возникает страх перед повторением подобной ситуации. Или однажды чиновник получил замечание от начальника. Теперь, заходя в кабинет шефа, он испытывает сильный страх в ожидании очередной неудачи. При этом человек может испытывать страх и тревогу по поводу событий, которые случились не с ним, а с другими людьми или вообще были выдуманы.
Иногда подобный механизм образования приводит к возникновению абсурдных страхов, которые тем не менее оказывают очень сильное негативное влияние на психику человека. Многие люди не могут спать от страха, посмотрев на ночь триллер или фильм ужасов. При этом они понимают, что фильм был всего лишь плодом воображения сценариста и режиссёра, а монстры были результатом компьютерной графики или искусной игры загримированных актёров, но люди всё равно продолжают испытывать тревогу.
Достаточно выраженная тревога включает два компонента:
- осознание физиологических ощущений (сердцебиение, потливость, тошнота, др.);
- осознание самого факта тревоги.

Тревожность иногда усиливается чувством стыда («Другие увидят, что я боюсь»). Важным аспектом «тревожного» мышления является его выборочность: субъект склонен выбирать определённые темы из окружающей жизни и игнорировать остальные, чтобы доказать, что он прав, рассматривая ситуацию как устрашающую, или, напротив, что его тревога напрасна и не оправдана. Тревожность может вызывать спутанность и расстройства восприятия не только времени и пространства, но и людей, и значений событий.

## Тревога и страх
Страх и тревога, по мнению одних авторов, имеют лишь количественные различия, а по мнению других, отличаются принципиально, как по своим механизмам, так и по способу реализации. По мнению первых авторов, если источник тревоги ликвидировать не по силам, тревога переходит в страх. Так, например, по мнению Кэррола Изарда, первичной и самостоятельной эмоцией является страх, а тревога представляет собой комбинацию нескольких эмоций: страха, печали, вины и стыда. Большинство авторов склонны рассматривать тревогу как реакцию на неопределённый, часто неизвестный сигнал, а страх — как ответ на конкретный сигнал опасности.
Многие исследователи проводят между тревогой и страхом ряд принципиальных различий, касающихся и происхождения этих феноменов, и их проявлений. Так тревогу могут считать возникающей обычно задолго до наступления опасности, в то время как страх — возникающим при её наступлении или незадолго до неё. Источник страха, как правило, считается осознаваемым и имеющим вполне конкретный характер (злая собака, предстоящий экзамен, грозный начальник), в то время как источник тревоги — неосознаваемым или не поддающимся логическому объяснению. Тревогу могут связывать с общим возбуждением организма (в частности симпатической нервной системы), а страх — с торможением деятельности и активацией парасимпатической нервной системы, а в больших дозах даже с парализацией человека. Тревогу могут считать проецированной в будущее, а источником страха — прошлый психотравмирующий опыт. И, наконец, тревогу могут считать социально обусловленной, а основой страха — биологические инстинкты.
В большинстве случаев все упомянутые различия между страхом и тревогой выводятся не экспериментальным путём, а задаются на уровне определений самими же исследователями. Это связано в первую очередь с тем, что большинство людей (а значит и испытуемых в экспериментах) очень по-разному представляют себе отличия тревоги от страха (если вообще представляют) и могут по-разному называть одно и то же чувство, а разные чувства — одинаково.

## Тревожность
Было установлено[кем?], что тревожность, как таковая, не является лишь негативной чертой личности, провоцирующей более частое, по сравнению с нормой, переживание эмоции страха, а в определённых ситуациях даже может быть полезной для индивидуума и выполнения его социальных функций. Оказалось, что «высокотревожные» люди лучше справляются с выполнением не очень сложных логических заданий, а вот трудные задачи лучше решают «нетревожные» испытуемые. Таким образом, тревога несёт в себе явно адаптивные функции, предупреждая о внешней или внутренней опасности, подсказывает организму, что надо принять необходимые меры для предупреждения опасности или смягчения её последствий. Эти меры могут быть осознанными (например, подготовка к экзамену), или, преимущественно, бессознательными (защитные механизмы).
Как показали исследования Бернарда Вейнера и Курта Шнайдера, успешность деятельности у «тревожных» и «нетревожных» индивидуумов меняется в зависимости от разных условий. У тревожных личностей эффективность деятельности увеличивалась в большей степени, когда им сообщали об успехе их работы, в то время как «нетревожных» испытуемых гораздо больше стимулировало сообщение о неудаче в пробных экспериментах, особенно когда дело касалось трудных заданий. Из этих экспериментов авторы делают вывод, что лиц, опасающихся возможной неудачи, желательно стимулировать сообщениями об успехах (пусть даже незначительных) на промежуточных этапах работы, в то время как лиц, изначально нацеленных на успех, сильнее мотивирует информация о неудачах в ходе выполнения задания.
Люди значительно различаются между собой по уровню своей тревожности. Для измерения подобных индивидуальных различий в 1953 году в США Джанет Тейлор путём урезания MMPI создала методику под названием «Шкала проявлений тревоги Тейлор». Со временем исследователям стало ясно, что существует два типа тревожности: один — как более или менее устойчивая черта личности, и второй — как реакция индивидуума на угрожающую ситуацию. Хотя эти два типа тревожности представляют собой вполне самостоятельные категории, между ними имеется определённая связь. Как указывает Хайнц Хекхаузен, под воздействием беспокоящих и угрожающих человеку обстоятельств (боль, стресс, угроза социальному статусу и пр.) различия между высоко- и слаботревожными людьми проявляются резче. Особенно сильное влияние на поведение склонных к повышенной тревожности людей оказывает боязнь неудачи, поэтому такие индивидуумы особенно чувствительны к сообщениям о неуспехе их деятельности, ухудшающие показатели их работы. Напротив, обратная связь с информацией об успехе (даже вымышленном) стимулирует таких людей, повышая эффективность их деятельности.
Для лучшего различения личностной и ситуационной тревожности Чарльз Спилбергер создал два опросника: для определения личностной тревожности и для оценки ситуативной (реактивной) тревожности, обозначив первую как «Т-свойство», а вторую — как «Т-состояние». Личностная тревожность является более постоянной категорией и определяется типом высшей нервной деятельности, темпераментом, характером, воспитанием и приобретёнными стратегиями реагирования на внешние факторы. Ситуативная тревожность больше зависит от текущих проблем и переживаний — так, перед ответственным событием у большинства людей она значительно выше, чем в обычных ситуациях. Как правило, показатели личностной и ситуативной тревожности связаны между собой: у людей с высокими показателями личностной тревожности ситуативная тревожность в схожих ситуациях проявляется в большей степени. Особенно выражена такая взаимосвязь в ситуациях, угрожающих самооценке личности. С другой стороны, в ситуациях, которые вызывают боль или содержат другую физическую угрозу, индивидуумы, обладающие высокими показателями личностной тревожности, не проявляют какую-то особо выраженную ситуативную тревожность. Но если ситуация, провоцирующая возникновение тревожности, связана с тем, что другие люди ставят под сомнение самоуважение или авторитет индивида, различия в уровне ситуативной тревожности проявляются в максимальной степени. Исследователи показали, что чем настойчивее подчёркивается связь выполняемого задания с проверкой способности индивида, тем хуже справляются с ним «высокотревожные» испытуемые и тем лучше его выполняют «слаботревожные». Таким образом, повышенная тревожность, обусловленная страхом возможной неудачи, является приспособительным механизмом, повышающим ответственность индивидуума перед лицом общественных требований и установок. При этом, отрицательные негативные эмоции, сопровождающие тревожность, являются той «ценой», которую вынужден платить человек за повышенную способность чутко откликаться и, в конечном счёте, лучше приспосабливаться к социальным требованиям и нормам.

## Гены, ассоциированные с проявлением тревоги
- PLXNA2[3]